# Supercoupe d'Algérie de football 2015
Navigation
Supercoupe d'Algérie 2014 Supercoupe d'Algérie 2016
L'édition 2015 de la Supercoupe d'Algérie de football oppose, le 1er novembre 2015, l'ES Sétif, champion d'Algérie, et le MO Béjaïa, vainqueur de la Coupe d'Algérie.

## Le retour de la compétition
La Supercoupe d'Algérie de football est une compétition récente du football algérien. Il s'agit d'une compétition qui se joue sur une seule rencontre, entre le vainqueur de la Coupe d'Algérie et le champion d'Algérie de football de première division. La rencontre est domiciliée au Stade Chahid-Hamlaoui de Constantine.

## Les qualifiés
Pour cette édition, les deux qualifiés sont le tenant du titre du championnat d'Algérie 2015, à savoir l'ES Sétif, et le vainqueur de la Coupe d'Algérie 2015, le MO Béjaïa. Ces deux équipes se disputent le trophée de la Supercoupe d'Algérie.

### Le champion d'Algérie
- ES Sétif.

### Le vainqueur de la Coupe d'Algérie
- MO Béjaïa.

## La rencontre
| Entraîneur :       |
| Kheireddine Madoui |

| Entraîneur :      |
| Abdelkader Amrani |

| Entraîneur :       |
| Kheireddine Madoui |

| Entraîneur :      |
| Abdelkader Amrani |